# ノン・スタンダード
ノン・スタンダード（NON-STANDARD）は1984年7月24日に細野晴臣とテイチク株式会社（当時）が業務提携して設立したレコードレーベルである。1987年まで機能していた。ここでは同時期に細野とテイチクが設立し実質的に細野の個人レーベルとなったモナド（MONAD）についても述べる。

## 概要
当時のテイチク社長であった南口重治の「夢枕に細野が現れた」との“鶴の一声”により、YMOを散開して間もない細野晴臣を招聘。「業務提携」として記者発表会が催され細野・南口両者が出席した。「ノン・スタンダード」、「モナド」のレーベル名は1960年代に確立した数学の先端分野、解析学における超準解析（細野は「非標準解析」という訳語を用いていた）に因んだものだが、モナドには「存在を説明するための哲学上の概念」としての側面も存在する。レーベルのコンセプトはノン・スタンダードが「多くの人々に支持されながらも作り手側の感覚が標準化されていない音楽」、モナドは「一切の制約を受けずに非標準的な音楽作りを目指す」であった。このコンセプトに沿って細野は自身の作品を発表する一方、才能ある新人や若手の作品を発表する場とし、レーベル全体のプロデュースは細野が、制作のディレクションとエグゼクティブ・プロデュースは主に牧村憲一とかつてYMOのマネージャーでもあった伊藤洋一が担当していた。高橋幸宏がプロデュースを手がけた作品もある。1984年11月10日、細野晴臣の12インチ・シングル「Making of NON-STANDARD MUSIC」からリリースが開始された。7インチシングルのヒットを要求される歌謡曲や芸能界畑からのアプローチには積極的に応じなかったことや、「演歌のテイチク」故に宣伝に苦労したことなどもあり大きな商業的成功を収めることはなかった。1986年秋のテイチク決算役員会で創業者一族である南口の社長退任が決定、1987年にはBLUE TONICの『Moods for Modern』等のリリースこそあったもののレーベルとしての実質的な制作活動は停止していた。これによりノン・スタンダードと同様に新人や若手のリリースを計画していたモナドは細野による4タイトル以外のリリースは無かった。

## 評価
実質2年半程の期間で終了し商業的にも成功したとは言い難い両レーベルであったが、ノン・スタンダードから作品をリリースしたグループには後の日本の音楽シーンに大きな影響を与えたミュージシャンが数多く在籍しており、その多くが現在音楽プロデューサーとして活躍している。細野自身はノン・スタンダードの看板を背負う立場でのソロ作品を制作する一方、モナドレーベルにおいては後に自身が傾倒していくワールドミュージックや環境音楽の手法の提示が見られる。ディレクターであった牧村はポリスターへ移籍、後に渋谷系のムーブメントの中心人物としてそのセンスと手腕に大きな注目が集まったことなどもあり、レーベル全体に対する再評価は年々高まる傾向にある。2001年にはノン・スタンダードの主要作品10タイトル及びモナドの4タイトルの復刻版CDがリリースされた。

## 所属アーティスト
- 細野晴臣
  - F.O.E
- MIKADO - グレゴリ・チェルキンスキー、パスカル・ボレルによるフランスのユニット。
- URBAN DANCE - 成田忍、小山謙吾、松本浩一[1]
- SHI-SHONEN - 戸田誠司、渡辺等、福原まり、友田真吾 （※Shan-Shan / 日本コロムビアから移籍）
- 中原香織
- PIZZICATO V - 小西康陽、鴨宮諒、高浪慶太郎、佐々木麻美子
- 越美晴 （※YEN / アルファレコードから移籍）
- WORLD STANDARD - 鈴木惣一朗、三上昌晴、藤原真人、大内美貴子、山本かずお（ムーグ山本）
- LOUNGE LIZARDS - ジョン・ルーリー兄弟、アート・リンゼイらによるアメリカのジャズバンド。
- BLUE TONIC - 井上富雄、木原龍太郎、冷牟田竜之、田中元尚[2]

## 主要リリース作品
1984年
- 11月10日
  - 細野晴臣「Making of NON-STANDARD MUSIC」 - 12インチ・シングル
  - MIKADO「冬のノフラージュ」 - 12インチ・シングル
- 12月16日
  - 細野晴臣『S・F・X』 - アルバム

1985年
- 1月21日
  - MIKADO『MIKADO』 - アルバム
- 4月21日
  - URBAN DANCE『アーバン・ダンス』 - アルバム
- 5月21日
  - Shi-Shonen「Lovely Singin' Circuit」 - 7インチ・シングル
  - 中原香織（演奏:細野晴臣）「銀河鉄道の夜」 - 7インチ・シングル
  - Shi-Shonen『Singing Circuit』 - アルバム
- 7月7日
  - 細野晴臣『銀河鉄道の夜』 - アルバム
- 8月21日
  - PIZZICATO V「オードリィ・ヘプバーン・コンプレックス」 - 12インチ・シングル
  - WORLD STANDARD『ワールド・スタンダード』 - アルバム
- 10月21日
  - 越美晴「野ばら」 - 7インチ・シングル
  - MIKADO「哀しみのカーナヴァル」 - 12インチ・シングル
- 11月21日
  - 越美晴『ボーイ・ソプラノ』 - アルバム
- 12月16日
  - F.O.E「FRIEND or FOE?」 - 12インチ・シングル
  - Shi-Shonen「Do Do Do」 - 12インチ・シングル
  - オムニバス『THE BEST OF NON STANDARD』 - ベスト・アルバム

1986年
- 1月21日
  - PIZZICATO V「イン・アクション」 - 12インチ・シングル
  - URBAN DANCE「セラミック・ダンサー」 - 12インチ・シングル
- 2月21日
  - WORLD STANDARD「DOUBLE HAPPINESS」 - 12インチ・シングル
- 3月21日
  - F.O.E「FOE#1 / DECLINE OF OTT」 - 12インチ・シングル
- 4月21日
  - LOUNGE LIZARDS『BIG HEART LIVE IN TOKYO』 - アルバム
- 5月1日
  - James Brown with F.O.E「SEX MACHINE」 - 7インチ・シングル
- 5月21日
  - F.O.E『SEX, ENERGY & STAR』 - アルバム
- 6月21日
  - URBAN DANCE『2 1/2』 - アルバム
- 7月21日
  - Shi-Shonen『2001年の恋人達』 - アルバム
  - WORLD STANDARD『ALLO!』 - アルバム
  - F.O.E『THE WORLD OF F.O.E』 - CD

1987年
- 1月21日
  - BLUE TONIC「blue tonic」 - 12インチ・シングル
- 6月21日
  - BLUE TONIC『Moods for Modern』 - アルバム
- 7月21日
  - PIZZICATO V『pizzicatomania!』 - CD

### MONAD
1985年
- 8月21日
  - 細野晴臣『COINCIDENTAL MUSIC』 - アルバム
- 9月21日
  - 細野晴臣『MERCURIC DANCE』『PARADISE VIEW』 - アルバム
- 10月21日
  - 細野晴臣『THE ENDLESS TALKING』 - アルバム